# Римокатоличка црква у Јужном Судану
Римокатоличка црква у Јужном Судану је католичка црква на простору Јужног Судана у директној вези са врховним поглаваром папом у Риму. Заједница има око 3.500.000 верника, највише у јужном делу земље. Састоји се од једне надбискупије којој је подређено још шест бискупија. Од укупног броја становника римокатолици чине 35%. Ватикан је званично 9. јула 2011. године успоставио дипломатске односе са Јужним Суданом.

## Подела
Црква је подељена на једну надбискупију и шест бискупија.
- - Надбискупија Џуба
- Бискупија Вав, са седиштем у Ваву
- Бискупија Јеј, са седиштем у Јеју
- Бискупија Малакал, са седиштем у Малакалу
- Бискупија Румбек, са седиштем у Румбеку
- Бискупија Торит, са седиштем у Ториту
- Бискупија Тумбура-Јамбјо, са седиштем у Јамбјоу.